# Helopicus infuscatus
Helopicus infuscatus är en bäcksländeart som först beskrevs av Newman 1838.  Helopicus infuscatus ingår i släktet Helopicus och familjen rovbäcksländor. Inga underarter finns listade i Catalogue of Life.